# Sinfonía n.º 3 (Brahms)

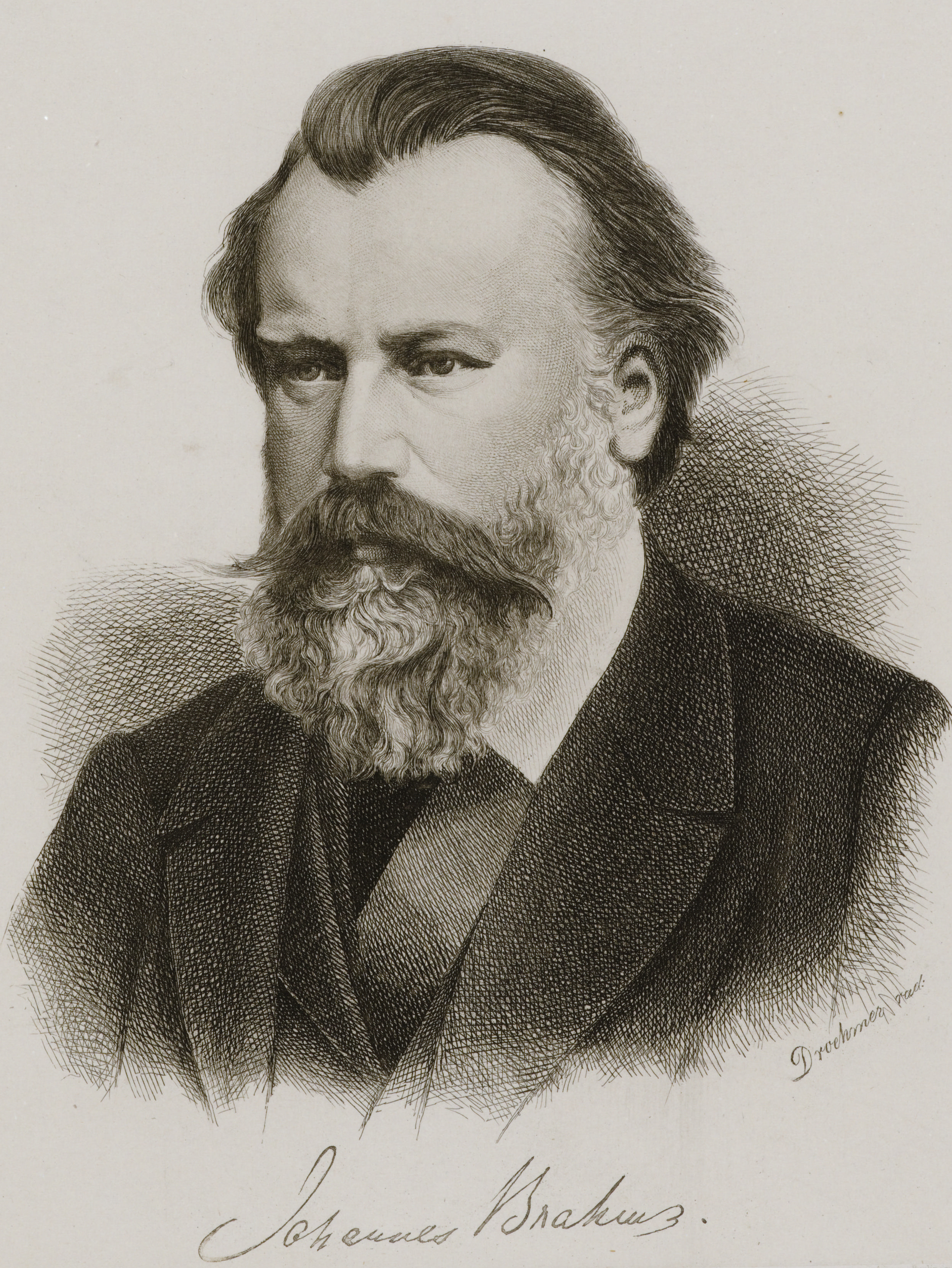
Brahms en 1882.

La Sinfonía n.º 3 en fa mayor, Op. 90  fue compuesta por Johannes Brahms en el verano de 1883 en Wiesbaden, unos seis años después de haber terminado la Sinfonía n.º 2.

## Historia

### Composición
La trayectoria de Brahms en el género sinfónico ha quedado plasmada en cuatro obras. La Sinfonía n.º 1 en do menor tras un largo proceso de elaboración entre 1855 y 1874; la Sinfonía n.º 2 en re mayor de 1877; la Sinfonía n.º 3 en fa mayor de 1883 y por último la Sinfonía n.º 4 en mi menor de 1885.
Los años siguientes después de terminar su Sinfonía n.º 2 vieron el pico creativo de Brahms, durante el cual creó "una serie de obras maestras a gran escala con fluidez y facilidad...". Entre ellas están el Concierto para violín (1878-79) y el Concierto para piano n.º 2 (1881), las dos oberturas de concierto, dos grandes colecciones de lieder y dúos, varias piezas importantes para piano, incluidas el tercer y cuarto conjuntos de Danzas húngaras (1879) y tres importantes obras de cámara, incluida la 'lírica' y muy popular Sonata para violín en sol mayor (1879).
En 1883 la atención de Brahms había vuelto a la sinfonía y pasó el verano de ese año en Wiesbaden componiendo una nueva sinfonía en fa mayor. En octubre, interpretó el primer y último movimiento (al piano) para Antonín Dvořák, quien comentó al editor Nikolaus Simrock: “Digo sin exagerar que esta obra supera sus dos primeras sinfonías; si no, tal vez, en grandeza y poderosa concepción, ciertamente sí en belleza.”

#### "Frei aber froh"
Está basada probablemente en esbozos de años anteriores. Uno de sus motivos principales está basado en la transposición musical de las iniciales de una frase muy suya: "Frei aber froh" (libre pero feliz, FAF, es decir: Fa-La-Fa, aunque realmente la segunda nota es La bemol). Brahms había desarrollado este lema por primera vez muchos años antes después de hacerse amigo del violinista húngaro Joseph Joachim, quien había adoptado otro lema personal F-A-E, frei aber einsam (libre pero solitario). Dada la naturaleza reticente de Brahms, existe desacuerdo académico en cuanto a su intención de presentar este lema como una declaración musical personal; Brahms mismo no dijo nada sobre el tema. Por otro lado, a menudo les recordaba a sus amigos que "hablo a través de mi música".

#### Asociaciones con los Schumann y el Rin
El lema F-A ♭-F de apertura del primer movimiento es seguido inmediatamente por un tema apasionado; una secuencia descendente que tiene un gran parecido con una frase de la Tercera Sinfonía de Robert Schumann, la 'Renana'. La estancia de Brahms en Wiesbaden (en el Rin) durante la composición de su Tercera Sinfonía también puede haberle traído recuerdos de sus primeros días en Düsseldorf en la casa de Robert y Clara Schumann. Fue allí en 1853 donde el joven Brahms y Robert Schumann habían experimentado con 'cifras musicales' para diversión de Joachim. Estas asociaciones han llevado a algunos a referirse al tema apasionado como el tema del 'Rin', pero la transición al segundo tema incluye una progresión de acordes que incluye una alusión al 'Coro de sirenas' de Tannhäuser de Richard Wagner. Se desconoce si esta referencia era un homenaje a su rival recientemente fallecido, aunque la admiración de Brahms por la música de Wagner no era un secreto; incluso había poseído el manuscrito original del Tannhäuser durante un tiempo.

### Estreno
El estreno se celebró el 2 de diciembre de 1883 con la interpretación de la Orquesta Filarmónica de Viena, bajo la dirección de Hans Richter que la consideró como la Heroica de Brahms (aludiendo a la Sinfonía n.º 3 de Beethoven). La sinfonía fue estrenada durante la llamada "disputa musical" entre representantes de la Nueva Escuela Alemana, que veían el futuro de la música en la poesía sinfónica y la música programática, y los defensores de la música absoluta, a la que también pertenecía Brahms. Estos eran de la opinión de que la música no debe medirse por declaraciones programáticas, sino únicamente por demandas artísticas dentro de la música, como era costumbre en el clasicismo vienés. El biógrafo de Brahms, Max Kalbeck, informa sobre el estreno que los fanáticos de Bruckner y Wagner comenzaron a silbar después de cada movimiento, pero no pudieron afirmarse:

«En el estreno de la Sinfonía en fa mayor, que tuvo lugar el 2 de diciembre de 1883 en los Conciertos de la Filarmónica de Viena, el grupo de la ecclesia militans de Wagner-Bruckner, situado en la planta baja del Musikverein, se atrevió a realizar el primer ataque público contra Brahms. Después de cada movimiento, sus silbidos siempre esperaban que los aplausos se apagaran antes de estallar de manera demostrativa. Pero el público se sintió tan profundamente conmovido por la maravillosa obra que no sólo la oposición fue sofocada en aplausos, sino que el homenaje al compositor alcanzó un nivel de entusiasmo pocas veces visto antes en Viena, por lo que Brahms experimentó uno de sus mayores triunfos.»

## Instrumentación
La partitura está escrita para una orquesta formada por:
- Viento madera: 2 flautas, 2 oboes, 2 clarinetes, 2 fagotes, 1 contrafagot.
- Viento metal: 4 trompas, 2 trompetas, 3 trombones.
- Percusión: timbales.
- Cuerda: una sección de cuerdas con violines I y II, violas, violonchelos y contrabajos.

## Estructura y análisis
La sinfonía consta de cuatro movimientos:
- I. Allegro con brio, en fa mayor 6
4
- II. Andante, en do mayor 4
4
- III. Poco allegretto, en do menor 3
8
- IV. Allegro, en fa menor 2
2

La interpretación de la obra dura aproximadamente 35 minutos.

### I.Allegro con brio
El primer movimiento, Allegro con brio, está escrito en la tonalidad de fa mayor y en compás de 6/4. Se abre con un breve preludio de potentes acordes de viento, que introduce el primer tema, una melodía majestuosa, encomendada a los violines, acompañados de las violas y los violonchelos, con el apoyo de los trombones. El tema, particularmente brillante y de estilo casi heroico, se maneja con maestría a medida que avanza desde un flujo suave y pacífico hasta un cenit de vigor y majestuosidad. La transición al segundo tema, anunciada por los clarinetes, es un pasaje más tranquilo. El tema en sí, muy elegante y de estilo pastoral, le da al movimiento un carácter serio, reforzado aún más por la coda hábilmente construida.

### II.Andante
El segundo movimiento, Andante, está en do mayor y en compás de 4/4. Casi podría llamarse rapsodia, ya que no está elaborado como de costumbre. De hecho, el movimiento se basa y desarrolla en gran medida en torno al tema inicial, que es una melodía sencilla pero muy grácil y alegre, que infunde serenidad interior y alegría, en fuerte contraste con el carácter épico de esta obra. Este tema es retomado de vez en cuando por los vientos, las violas, los violonchelos, tratados con variaciones libres que le dan un timbre agradable. El primer tema queda momentáneamente aparcado, cuando clarinetes y fagotes se enfrascan en un fraseo nervioso, que parece presagiar lo que vendrá a continuación. Pero la brevedad del episodio no permite hablar de un verdadero segundo tema. El tema inicial regresa repentinamente y se mantiene, con efectos deliciosamente contrastados, hasta la conclusión.

### III.Poco allegretto
El tercer movimiento, Poco allegretto, está en do menor y en compás de 3/8. Toma el lugar del Scherzo habitual. Es de un estilo predominantemente serio y puede decirse que establece el carácter general de la sinfonía. Su tema principal, que recuerda a un lied, confiado a los violonchelos, es al principio imaginativo, tierno y lleno de una elegancia sencilla, luego se vuelve reflexivo y meditativo, y finalmente soñador. Sigue un pasaje para los vientos, tranquilizador y casi suplicante, como una desaprobación de un anhelo inminente. No hay nada del carácter de un Scherzo en este movimiento, y haberle dado esta forma habría entrado en conflicto con las ideas que sustentan la estructura de la sinfonía y habría introducido un espíritu y un color extraños. El Allegretto se cierra con suaves acordes que conducen al Finale.

### IV.Allegro
El cuarto y último movimiento, Allegro, está en fa menor pero terminando en fa mayor y el compás es alla breve. Se trata de un Finale apasionado, agitado y sombrío, pero al mismo tiempo heroico, potente y elevado. El tema de apertura se precipita con toda la velocidad y el misterio de una visión en un sueño. Reaparece después en una nueva forma armónica, solo para volverse más triste y melancólico a medida que entran los trombones, preludiando una nueva pieza, en la que el sentimiento muta y se vuelve apasionado. A través de los pasajes violentos y decididos de los violines, sin embargo, se escucha el habitual canto festivo de los violonchelos. Anuncian la victoria y la oscuridad desaparece, dando paso nuevamente a la paz y al descanso, ennoblecidos por el tema heroico del primer movimiento.

## En la cultura popular
Esta obra ha servido de inspiración a artistas musicales de diversos géneros para crear sus propias versiones. Tanto las adaptaciones como las interpretaciones de la pieza original han sido incluidas en multitud de bandas sonoras de películas, programas de televisión, videojuegos, etc.

### Adaptaciones
- 1951 – "Take My Love", canción grabada y coescrita por Frank Sinatra utiliza el tema del tercer movimiento.
- 1964 – "You'll Love Me Yet", tema del disco Bach to the Blues de Ramsey Lewis Trio es una adaptación jazzística del tercer movimiento.
- 1983 – "Baby alone in Babylone", canción del álbum homónimo de Jane Birkin y Serge Gainsbourg que se basa en el tercer movimiento.
- 1983 – "Want You More", tema del álbum Pride de Robert Palmer, la melodía se basa en el tercer movimiento.

- 1999 – "Love of My Life", canción del disco Supernatural de Carlos Santana con Dave Matthews que usa el tema del tercer movimiento, aunque no menciona que es de Brahms.

### Inclusión en bandas sonoras
- 1946 – Undercurrent, film noir de Vincente Minnelli protagonizado por Katharine Hepburn, Robert Taylor y Robert Mitchum en el que el tema del tercer movimiento se puede escuchar tanto en los créditos iniciales como en múltiples escenas.
- 1952 – Angel Face, película dirigida por Otto Preminger en cuya banda sonora Dimitri Tiomkin incorporó el tercer movimiento como tema principal.
- 1961 – Aimez-vous Brahms? (Otra vez adiós), película de Anatole Litvak en la que el famoso tema del tercer movimiento se escucha repetidamente, incluso como melodía de la canción "Say No More, It's Goodbye" interpretada por la cantante del club nocturno (Diahann Carroll).
- 1975 – En la cresta de la ola, film de Pedro Lazaga que incluye esta sinfonía.
- 1975 – Fawlty Towers, serie televisiva de Monty Python en su primer episodio 1x01 "A Touch of Class" se oye el primer movimiento. Basil Fawlty, cuando su mujer le acusa de "escuchar ese jaleo", responde: "¿Jaleo? ¡Es Brahms! El tercer jaleo de Brahms".
- 1994-96 – Legend of the Galactic Heroes, serie de anime japonesa en la que se pueden escuchar varias obras de Brahms. En concreto los movimientos de esta sinfonía se escuchan entre otros en los episodios 3x20 (II), 3x21 (II, IV), 3x22 (I, III, IV), 3x27 (IV), 4x05 (III, IV).
- 2002 – The Century of the Self, documental de la BBC de Adam Curtis que también incluye el tema del tercer movimiento.
- 2005 – Factotum, film dirigido por Bent Hamer basado en la novela de Charles Bukowski, que contiene extractos de la sinfonía.
- 2005 – Civilization IV, videojuego en cuya banda sonora se incluyen los movimientos segundo y tercero de esta pieza.
- 2014 – Fargo, serie televisiva en cuyo episodio 1x02 "The Rooster Prince" también se escucha el tercer movimiento.
- 2017 – Merlí, serie en cuyo capítulo 3x05 "Hannah Arendt" se incluye un extracto del tercer movimiento.

### Otros
- 1987 – Tokio blues, novela de Haruki Murakami que menciona esta sinfonía como una de las obras favoritas de la protagonista femenina, Naoko.

## Discografía selecta
- 1972 – Kurt Sanderling, Orquesta Estatal Sajona de Dresde.
- 1975 – Karl Böhm, Orquesta Filarmónica de Viena (DG).
- 1978 – Herbert von Karajan, Orquesta Filarmónica de Berlín (DG).
- 1982 – Leonard Bernstein, Orquesta Filarmónica de Viena (DG).
- 1990 – Carlo Maria Giulini, Orquesta Filarmónica de Viena (DG).
- 1992 – Günter Wand, Orquesta NDR de la Filarmónica del Elba (Profil).